# Йохан Лудвиг (Лайнинген-Дагсбург)
Йохан Лудвиг фон Лайнинген-Дагсбург-Фалкенбург (на немски: Johann Ludwig von Leiningen-Dagsburg-Falkenburg; * 26 февруари 1643 в Хайдесхайм; † 2 март 1687) е граф на Лайнинген-Дагсбург-Фалкенбург в Гунтерсблум.
Той е вторият син на граф Емих XIII фон Лайнинген-Дагсбург-Фалкенбург-Хайдесхайм (1612 – 1657) и втората му съпруга графиня Доротея фон Валдек-Вилдунген (1617 – пр. 1669), дъщеря на граф Кристиан фон Валдек-Вилдунген (1585 – 1637) и графиня Елизабет фон Насау-Зиген (1584 – 1661).
По-големият му брат е Емих Христиан (1642 – 1702), граф на Лайнинген-Дагсбург-Фалкенбург. По-големият му полубрат е Георг Вилхелм (1632 –1672), граф на Лайнинген-Дагсбург-Фалкенбург.
Йохан Лудвиг умира на 2 март 1687 г. на 44 години.

## Фамилия
Йохан Лудвиг се жени на 22 август 1664 г. за графиня Амалия Сибилия фон Даун-Фалкенщайн (* 27 юни 1639; † ?), дъщеря на Вилхелм Вирих фон Даун-Фалкенщайн (1613 – 1682), граф фон Фалкенщайн и Лимбург (1613 – 1682) и първата му съпруга графиня Елизабет фон Валдек-Вилдунген (1610 – 1647). Те имат две деца:
- Йохана Луиза (1670 – 1726), омъжена на 12 май 1683 г. за Жак де Росиллон, фрайхер фон Вертенщайн († 1712)
- Йохан Лудвиг фон Лайнинген-Дагсбург-Фалкенбург (1673 – сл. 1699), женен 1694 г. за графиня Анна Ернестина фон Фелен-Меген (1650 – 1729)

Йохан Лудвиг се жени втори път през 1678 г. за графиня София Сибила фон Лайнинген-Вестербург-Оберброн (* 14 юли 1656 в дворец Оберброн; † 13 април 1724 в дворец Оберброн), втората дъщеря на граф Йохан Лудвиг фон Лайнинген-Вестербург (1625 – 1665) и съпругата му Сибила Христина фон Вид (1631 – 1707). През 1665 г. София Сибила наследява от баща си 2/3 от господството Оберброн в Елзас. Те имат децата:
- Карл Лудвиг фон Лайнинген-Дагсбург-Фалкенбург (1679 – 1709), женен на 21 март 1702 г. за Анна Сабина фон Нозтиц (1671 – 1719)
- Карл (1683 – 1684)
- Емих Леополд (1685 – 1719), граф на Лайнинген-Дагсбург-Фалкенбург, женен на 21 март 1702 г. за Шарлотта Амалия фон Лайнинген-Дагсбург-Фалкенбург (1682 – 1729), дъщеря на граф Емих Христиан фон Лейнинген-Дагсбург-Фалкенбург (1642 – 1702) и Христина Луиза фон Даун, Фалкенщайн и Лимбург (1640 – 1702)

Вдовицата му София Сибила се омъжва втори път на 15 ноември 1691 г. в Хомбург за ландграф Фридрих II фон Хесен-Хомбург (1633 – 1708).